# ピコ (歌手)
ピコ（PIKO、1988年3月11日 - ）は、日本の男性歌手。兵庫県姫路市出身。声域が広く、男性と女性の両方の声質を併せ持つ。2007年末よりニコニコ動画で自身の「歌ってみた」動画の発表を始め、2010年にメジャーデビュー。
ピコという名前はニコニコ動画でアカウントを作る際に実家で飼っている愛犬の名前から付けたものだという。ニコニコ動画では、同じ歌い手の赤飯と「赤ピコ飯まー☆」（あかピコはんまー）というユニットでの活動も行っている。
"ﾋﾟωﾟｺ"という独自の顔文字を持っており、自身を表す際よく使用しているほか公式にロゴとしても使用されている。
シングルのカップリングには、恒例としてVOCALOIDキャラクター（主に初音ミクなど）が歌唱されている楽曲のカバーが収録されている。

## 来歴
高校2年生の頃にコピーバンドのボーカルとして音楽を始め、大学時代には軽音楽部で活動。インターネット上の動画共有サイト・ニコニコ動画にある「歌ってみた」カテゴリーの動画を見ていた際、母親から勧められ、2007年末よりニコニコ動画で自身の「歌ってみた」動画の発表を始め、ニコニコ動画で歌い手として広い人気を集めるようになる。
2009年7月22日にシングル『タナトス feat.ティッシュ姫』でインディーズデビュー。この作品当初からサポートメンバーとしてキーボード・コンポーザーはsamfreeが行っている。2010年3月27日には渋谷AXで初のワンマン・ライブを行い、そのライブの場でKi/oon Recordsよりメジャーデビューすることを発表した。
2010年10月13日にシングル『Story』でメジャーデビュー。また同年12月8日に2ndシングル『勿忘草』とともにピコの声を基にした歌声が合成できるソフト『開発コードPIKO「歌手音ピコ」』を発売した。翌2011年5月11日には、メジャーで初のアルバム『1PIKO』を発売した。
2015年の8thシングル発売後にKi/oon Musicとの契約を解消し、以後はライブを中心とした歌い手活動を行っている。
2018年8月31日に発売した配信シングル『HERO』では、作詞のみならず作曲もピコ自身が担当した。
2019年8月15日、末期の腎不全と診断され、ライブやイベントの活動をしばらく休止することを自身のツイッターで発表した。2020年1月から2月にかけて、母親からの腎移植手術を受けるため入院。退院後の3月11日、ピコ復活ワンマンライブ「かえってきたこーぴーちゃん!」を10月18日にTSUTAYA O-WESTで開催することを発表し、それに向けてリハビリに励んでいる。

## 作品
最高位は、オリコンウィークリーチャートに基づく。

### シングル
| 枚                           | 発売日                       | タイトル                     | 規格品番                     | 規格品番                     | 規格品番                     | 最高位                       |
| 枚                           | 発売日                       | タイトル                     | 初回限定盤                   | 通常盤                       | 完全・期間限定盤             | 最高位                       |
| ハートフルエンタテインメント | ハートフルエンタテインメント | ハートフルエンタテインメント | ハートフルエンタテインメント | ハートフルエンタテインメント | ハートフルエンタテインメント | ハートフルエンタテインメント |
| ---------------------------- | ---------------------------- | ---------------------------- | ---------------------------- | ---------------------------- | ---------------------------- | ---------------------------- |
| 1st                          | 2009年7月22日                | タナトス feat.ティッシュ姫   |                              | HERJ-1001                    |                              | 63位                         |
| Ki/oon Records               |                              |                              |                              |                              |                              |                              |
| 1st                          | 2010年10月13日               | Story                        | KSCL-1644/5                  | KSCL-1646                    |                              | 12位                         |
| 2nd                          | 2010年12月8日                | 勿忘草                       | KSCL-1703/4                  | KSCL-1705                    | KSCL-1706                    | 18位                         |
| 3rd                          | 2011年3月9日                 | 桜音                         | KSCL-1728/9                  | KSCL-1730                    |                              | 10位                         |
| 4th                          | 2011年10月5日                | ユメハナ                     | KSCL-1863/4                  | KSCL-1865                    | 16位                         |                              |
| 5th                          | 2012年4月25日                | 咲色リフレイン               | KSCL-2027/8                  | KSCL-2029                    | KSCL-2030/1                  | 22位                         |
| 6th                          | 2012年8月15日                | Make My Day!                 | KSCL-2083/4                  | KSCL-2085                    | KSCL-2086/7                  | 27位                         |
| 7th                          | 2013年6月5日                 | 言ノ葉                       | KSCL-2253/4                  | KSCL-2254                    | KSCL-2255                    | 19位                         |
| 8th                          | 2015年9月30日                | 村人A                        | KSCL-2619/20                 | KSCL-2621                    |                              | 28位                         |

### 音楽配信
| 枚  | 発売日         | タイトル         | 最高位 |
| --- | -------------- | ---------------- | ------ |
| 1st | 2017年12月17日 | Re:Act           |        |
| 2nd | 2018年8月31日  | HERO             |        |
| 3rd | 2021年12月18日 | ポルターガイスト |        |
| 4th | 2022年9月28日  | 海月の幽霊       |        |
| 5th | 2023年8月16日  | 人間賛歌         |        |

### アルバム

#### オリジナルアルバム
| 枚                           | 発売日                       | タイトル                     | 規格品番                     | 規格品番                     | 規格品番                     | 最高位                       |
| 枚                           | 発売日                       | タイトル                     | 初回限定盤                   | 通常盤                       | 完全限定盤                   | 最高位                       |
| ハートフルエンタテインメント | ハートフルエンタテインメント | ハートフルエンタテインメント | ハートフルエンタテインメント | ハートフルエンタテインメント | ハートフルエンタテインメント | ハートフルエンタテインメント |
| ---------------------------- | ---------------------------- | ---------------------------- | ---------------------------- | ---------------------------- | ---------------------------- | ---------------------------- |
| 1st                          | 2009年9月9日                 | INFINITY                     |                              | HERJ-1002                    |                              | 105位                        |
| Ki/oon Records               |                              |                              |                              |                              |                              |                              |
| 1st                          | 2011年5月11日                | 1PIKO                        | KSCL-1764/5                  | KSCL-1766                    |                              | 7位                          |
| 2nd                          | 2012年5月30日                | 2PIKO                        | KSCL-2048/9                  | KSCL-2050                    | KSCL-2051/2                  | 15位                         |
| GiM Entertainment            |                              |                              |                              |                              |                              |                              |
| 3rd                          | 2019年5月1日                 | Pathfinder-Black Swan-       |                              | QAGM-1001                    |                              | 105位                        |
| 3rd                          | 2019年5月1日                 | Pathfinder-Realizing-        |                              | QAGM-1002                    |                              | 105位                        |
| C-works                      |                              |                              |                              |                              |                              |                              |
| 4th                          | 2023年3月8日                 | 柩 -HITSUGI-                 |                              | QACW-2018                    |                              | 92位                         |

#### カバーアルバム
| 枚  | 発売日        | タイトル           | 規格品番    | 規格品番   | 最高位 |
| 枚  | 発売日        | タイトル           | 完全限定盤  | 期間限定盤 | 最高位 |
| --- | ------------- | ------------------ | ----------- | ---------- | ------ |
| 1st | 2013年2月20日 | ヒトコエ-42701340- | KSCL-2175/6 | KSCL-2177  | 34位   |

#### ベストアルバム
| 枚  | 発売日        | タイトル               | 規格品番    | 規格品番    | 規格品番  | 最高位 |
| 枚  | 発売日        | タイトル               | 初回限定盤A | 初回限定盤B | 通常盤    | 最高位 |
| --- | ------------- | ---------------------- | ----------- | ----------- | --------- | ------ |
| 1st | 2013年7月24日 | ピコレクション“BEST+4” | KSCL-2286/7 | KSCL-2288/9 | KSCL-2290 | 31位   |

### 映像作品
| 枚  | 発売日         | タイトル                                     | 規格品番    | 規格品番  | 最高位 |
| 枚  | 発売日         | タイトル                                     | 初回限定盤  | 通常盤    | 最高位 |
| --- | -------------- | -------------------------------------------- | ----------- | --------- | ------ |
| 1st | 2011年12月21日 | ピコ LIVE TOUR 2011 〜1PIKO〜 "ピコの夏祭り" | KSBL-5977/8 | KSBL-5979 | 106位  |

### 参加作品
| 発売日        | タイトル                                                    | 規格品番   | 収録曲         |
| ------------- | ----------------------------------------------------------- | ---------- | -------------- |
| 2017年5月31日 | ずっとずっと、大好きな君のそばで。                          | SMCL-481   | 恋トモ         |
| 2019年4月17日 | TVアニメ「臨死!! 江古田ちゃん」エンディングテーマ曲・第11話 | QWCE-00742 | 東京しのび咲き |

### タイアップ
| 楽曲           | タイアップ                                                   | 時期   |
| -------------- | ------------------------------------------------------------ | ------ |
| 勿忘草         | テレビ東京系アニメ『テガミバチ REVERSE』エンディングテーマ   | 2010年 |
| 桜音           | テレビ東京系アニメ『よりぬき銀魂さん』エンディングテーマ     | 2011年 |
| ユメハナ       | テレビ東京系『Vの流儀』オープニングテーマ                    | 2011年 |
| 咲色リフレイン | TBS系『COUNT DOWN TV』4月度オープニングテーマ                | 2012年 |
| Make My Day!   | テレビ東京系アニメ『貧乏神が!』オープニングテーマ            | 2012年 |
| 言ノ葉         | フジテレビ系アニメ『刀語』（ノイタミナ版）エンディングテーマ | 2013年 |
| 東京しのび咲き | テレビアニメ『臨死!!江古田ちゃん』第11話 エンディングテーマ  | 2019年 |

## 開発コードPIKO「歌手音ピコ」
開発コードPIKO「歌手音ピコ」は、ヤマハの開発した音声合成技術VOCALOIDを使用した音楽製作（DTM）用の音声合成ソフトウェア。ピコの声を録音し作成された歌声ライブラリを収録しており、メロディや歌詞を入力することでパソコン上でピコの声をもとにした歌声を合成することが出来る。2010年12月8日にキューンレコードより発売された。歌手音（うたたね）という名前は、「歌い手」と「歌の種」を重ねて付けられた。声質としては広い音域と多彩な音色を売りとしている。「両声類」ということから、男声と女性の両方を使えることを意識して制作されたという。パッケージにはユキタによる本製品のイメージキャラクターのイラストが描かれている。キャラクターはピコのイメージに似せるようデザインされたものではないが、髪型は若干ピコを意識しているという。
ピコはネット上でVOCALOIDを用いて発表された楽曲のカバーを歌うという活動を経てメジャーデビューしたVOCALOIDとの縁のある歌手であり、キューンレコードは「VOCALOIDオリジナル楽曲を歌ってきた『歌い手』がVOCALOIDになるという、初めての逆転現象」と紹介している。
2011年9月14日にVOCALOID RECORDSより発売されたアルバム『THE VOCALOID produced by Yamaha』に、本製品の歌唱による曲として「言葉メテオ」が収録されている。
その後歌手音ピコはVOCALOID2以前の日本語ライブラリの中で唯一VOCALOID3以降のアップデート版が発売されることはなく、2020年8月頃に廃盤となった。

## 出演

### ラジオ
- ピコ☆ラジ（2011年5月4日 - 2013年3月27日、FM愛知）
- リッスン? 〜Live 4 Life〜（2011年10月12日、文化放送）

### テレビアニメ
- 貧乏神が! 第八話（2012年、男C）

### 舞台
- IRONBANK Presents「ばけりのふし松」 (2013年12月4日 - 12月8日、戸野廣浩司記念劇場)　ふし松 役
- ユーキース・エンタテインメント第15回プロデュース公演「あしたのおもひで」 (2015年2月24日 - 3月1日、新宿村LIVE)　リョウ 役
- 舞台版『ロードス島戦記』（2017年1月、紀伊國屋サザンシアター） - エト 役
- SEPT Vol.9『ReAnimation』（2020年12月9日 - 12月13日、こくみん共済 coop ホール／スペース・ゼロ）- 朱音祈留 役
- SEPT Vol.10 『ReAnimation ReUnion｜ReVise』（2021年5月21日 - 5月30日、こくみん共済 coop ホール／スペース・ゼロ）- 朱音祈留 役
- SEPT presents A story of ReAnimation『ARIARIUM』（2022年6月8日 - 6月12日、銀座博品館劇場）- 伊藤祈留 役
- SEPT presents A story of ReAnimation『ReverSing』（2022年8月18日 - 8月22日、こくみん共済 coop ホール／スペース・ゼロ）- 伊藤祈留 役
- SEPT presents『FATALISM ≠ Re:Another story』（2023年2月18日 - 2月26日、こくみん共済 coop ホール／スペース・ゼロ）- 亜歩露 役
- Sound Horizon 7.5th or 8.5th Story Concert 『絵馬に願ひを！』〜大神再臨祭〜 (2023年4月13日 - 6月3日、東京国際フォーラム外、全18公演)　八島知美 役
- SEPT presents『DREAM TELLER』（2023年11月30日 - 12月3日、こくみん共済 coop ホール／スペース・ゼロ）- 亜歩露 役
- SEPT presents『WORLD BROKER』（2024年6月21日 - 6月30日、こくみん共済 coop ホール／スペース・ゼロ）- 亜歩露 役
- SEPT presents『SANZ:0』（2025年5月1日 - 6日、こくみん共済 coop ホール／スペース・ゼロ） - 景源出雲 役
- SEPT fate to ReAnimation『Rebellion』（2025年10月3日 - 13日〈予定〉、こくみん共済 coop ホール／スペース・ゼロ）[14]

### ライブ・イベント
- 『ニコニコ超会議2024 JOYSOUNDつながるカラオケXPARKDay1（2024年4月27日）-ゲスト
- 『Shoose DEAR,Invitation』（2024年5月4日　東京ZeppHaneda）-MC
- 『NORISTRY　密会ライブ』（2024年5月25日　TOGIBAR新宿）-ゲスト
- 『夏アニメコンサート夏日动漫音乐会』（2024年7月14日　中国万代南梦宫上海文化中心  未来剧场）-ゲスト
- 『バラッチェ#28』（2024年7月17日）-ゲスト
- 『ウチクリ准教授の演劇研究室』（2024年7月20日　レインボー赤羽スタジオ）-ゲスト
- 『ピコ夏休みツアー2024〜ピコがルーレットで決めた場所に歌いに行きます〜』（2024年8月5日　神奈川夏クル）（8月5日 愛知名古屋Heart Land）（8月12日　兵庫姫路Beta）（8月25日　滋賀BARI-HARI）（9月25日　宮崎floor-R）
- 『【WORLD BROKER】 Blu-ray完成披露上映会2day's』（2024年8月23日-24日　ユナイテッド・シネマアクアシティお台場3番スクリーン）
- 『UNDER THE LIVE 2024 ～オルタ・ジ・オリジン～』（2024年8月31日　1000CLUB）-ゲスト
- 『たまちゃん ~ふたたまめ!!~』（2024年9月7日　吉祥寺SHUFFLE）
- 『SEPT 11TH ANNIVERSARY LIVE 2DAYS』（2024年10月8日-9日　東京都 渋谷duo MUSIC EXCHANGE）
- 『第64回愛工大祭　LAUGH&MUSIC』（2024年10月13日　愛知工業大学野外特設ステージ）-ゲスト
- 『Revo’s Halloween Party 2024』（2024年11月23日　ぴあアリーナMM）-ゲスト
- 『PIKO 17th ANNIVERSARY LIVE』（2024年12月8日　原宿RUIDO）
- 『たまちゃん〜さんたまめ!!!〜』（2025年1月11日　初台DOORS）
- 『UNDER THE LIVE 2025 〜15th Anniversary〜』（板橋区立文化会館大ホール　2025年1月13日）
- 『PIKO ROCK Fes.2025』（Spotify O-EAST　2025年3月15日）
- 『たまちゃん～よんたまめ!!!!～』（新横浜strage　2025年5月18日）
- 『ブチアゲ！アニソンボカロライブ！第十二弾 大阪編』（246 LIVEHOUSE GABU 　2025年6月22日）
- 『PIKO 18th ANNIVERSARY LIVE〜』（原宿RUIDO　2025年12月28日）

### 脚本
- 『SEPT 11TH ANNIVERSARY LIVE 2DAYS』（2024年10月8日-9日　東京都 渋谷duo MUSIC EXCHANGE）